# Америка (роман)
Америка, познат и као Човек који је нестао, Нестала особа и Изгубљени у Америци, непотпуни је први роман аутора Франца Кафке (1883—1924), написан  између 1911. и 1914. и објављен постхумно 1927. Роман је првобитно започет као кратка прича под називом Ложач. У делу су описани многи детаљи о искуствима Кафкине родбине која је емигрирала у Сједињене Државе. Наслов романа Америка може се преписати Максу Броду, блиском Кафкином пријатељу, који је искористио тај назив у издању текста романа који је саставио након Кафкине смрти.

## Фабула
Прича описује бизарна лутања шеснаестогодишњег европског имигранта Карла Росмана, који је био приморан да оде у Њујорк да би избегао скандал свог завођења кућне помоћнице. Када брод стигне у Сједињене Државе, он се спријатељи са стокером који ће ускоро бити отпуштен са посла. Карл се идентификује са стокером и одлучује да му помогне. Заједно одлазе да виде капетана брода. Надреалним развојем догађаја, Карлов стриц, сенатор Џејкоб, налази се на састанку са капетаном. Карл не зна да му је сенатор Џејкоб стриц, али господин Џејкоб га препознаје и одводи од стокера.
Карл остаје са стрицем неко време, али га касније напушта након посете ујаковом пријатељу без његовог пуног одобрења. Лутајући бесциљно, спријатељи се са двојицом скитница по имену Робинсон и Деламарш.  Обећавају му да ће му наћи посао, али продају му одело без дозволе, једу му храну, а не нуде му ништа, и претресају његове ствари. Коначно, Карл одлази од њих у лошим условима након што му је менаџер у хотелу Оцидентал понудио посао. Тамо ради као дизач. Једног дана Робинсон се појави пијан на свом послу тражећи од њега новац. Бојећи се да ће изгубити посао како би био виђен у разговору са пријатељем, што је забрањено за дизаче, Карл пристаје да му позајмљује новац, а затим прави далеко гори прекршај стављајући пијаног, болесног Робинсона у студентски дом.
Отпуштен због напуштања функције, Карл пристаје не само да плати Робинсонов такси, већ му се и придружује. Путују код Деламарша. Деламарш сада борави код богате и гојазне даме по имену Брунелда. Жели да прими Карла за свог слугу. Карл одбија, али Деламарш га физички приморава да остане и он је бива затворен у њеном стану. Покушава да побегне, али га Деламарш и Робинсон туку. На балкону разговара са студентом који му каже да треба да остане, јер је тешко наћи посао негде другде. Одлучује да остане.
Једног дана угледа оглас за Позориште природе у Оклахоми, које тражи запослене. Позориште обећава да ће наћи посао за све.  Карл се пријављује за посао и ангажује се као „технички радник”. Затим га возом шаљу у Оклахому, дочекује га пространост долина и усваја име „Негро” као своје.

## Мотиви и теме
Роман је експлицитније хумористичан, али нешто реалнији (осим у последњем поглављу) у односу на већину осталих Кафкиних дела, иако дели исте мотиве репресивног и нематеријалног система који протагонисту више пута ставља у бизарне ситуације. Тачније, у Америци, презрени појединац често мора да се изјасни о својој невиности пред удаљеним и тајанственим фигурама власти. Међутим, Карл се често добровољно подвргава таквом третману (помажући пијаном Робинсону у хотелу, уместо да га избаце, плаћајући Робинсонов такси, путујући до Деламаршове куће, подносећи оставку да би остао у затвору).
У причи, Кип слободе држи мач, а неки научници су ово протумачили као филозофију „моћ исправља“, за коју је Кафка можда веровао да је у сржи Сједињених Држава.